# Euxeniet
Het mineraal euxeniet is een yttrium-calcium-cerium-niobium-tantalium-titanium-oxide met de chemische formule (Y,Ca,Ce)(Nb,Ta,Ti)2O6. Van de zeldzame aardelementen bevat het vooral yttrium, niobium en tantaal.

## Eigenschappen
Het doorzichtige tot doorschijnende kleurloze, witte, (licht)blauwe of lichtgroene euxeniet heeft een roodbruine streepkleur, een vettige glans en geen splijting. De gemiddelde dichtheid is 4,84 en de hardheid is 6,5. Het kristalstelsel is orthorombisch en het mineraal is mild radioactief. De gamma ray waarde volgens het American Petroleum Institute (API) is 3420,62.

## Naamgeving
De naam van het mineraal euxeniet is afgeleid van de Griekse woorden eu en xenos ("goed" tegen "vreemden"). Deze naam is gegeven vanwege de zeldzame elementen die het mineraal aantrekkelijk maken.

## Voorkomen
Euxeniet is, zoals andere mineralen met zeldzame en/of radioactieve elementen, een algemeen mineraal in pegmatieten, maar het wordt ook in gebieden met vulkanische zwarte zanden gevonden. De typelocatie is Jølster in de Sondfjord, Noorwegen. Het wordt ook gevonden in Colorado, Verenigde Staten.